# BSA Model B-serie 250 cc
De BSA Model B-serie 250 cc was een serie lichte motorfietsen die het Britse merk BSA uit Birmingham produceerde van 1923 tot 1939. Men leverde ook motorfietsen in de 350cc-B-serie.

## Voorgeschiedenis
De Birmingham Small Arms Trade Association was in 1861 door de samenwerkende wapensmeden uit de omgeving van Birmingham was men door het uitblijven van regeringsopdrachten rond 1880 ook fietsen en in 1907 de BSA-auto's gaan produceren. In 1910 verschenen de eerste motorfietsen, de 500cc-modellen A, B en C. In 1914 volgde het 557cc-BSA Model K, vooral bedoeld als zware zijspantrekker, maar ook het 250cc-BSA 2¼ HP Model, dat pas in 1915 op de markt kwam. BSA gaf bij de presentatie aan veel te zien in de lichte 250cc-machines, die goedkoop en handelbaar waren. De Eerste Wereldoorlog gooide echter roet in het eten. De productie van civiele motorfietsen werd wegens materiaalschaarste in 1916 verboden en na de oorlog begon BSA met de 557cc-modellen, de 770cc-Model E-serie en in 1922 de 1000cc-Model F-serie.

## Modellen B Round Tank en B Round Tank De Luxe
Pas eind 1923 verscheen er weer een 250cc-model, het 2½ HP Model B Round Tank. Het werd een groot succes. Het woog slechts 77 kg, haalde 72 km/uur en verbruikte slechts 2,35 liter benzine op 100 km (1 liter op 42 km). Door de ronde tank had het ook een bijzonder uiterlijk. In 1924 werden er al 15.000 exemplaren verkocht en toen de ronde tank in 1927 verdween was dat aantal gestegen tot 35.000. In 1924 heette het model nog steeds Model B, maar in 1925 en 1926 werd het verkocht als Model B Round Tank De Luxe.

### Motor
De motor was een eenvoudige dwarsgeplaatste en luchtgekoelde 247cc-zijklepmotor met een boring van 63 mm en een slag van 80 mm. De ontsteking werd verzorgd door een magneet die via een apart tankwiel en een korte ketting werd aangedreven. Dat tandwiel dreef ook de oliepomp aan. Die verzorgde de oliestroom van het total loss-smeersysteem, dat ter ondersteuning ook nog een handpompje naast de tank had. In die tank zat in een apart compartiment ook de smeerolie en de tank had dan ook twee vulopeningen aan de rechterkant. De machine had een Amac-carburateur. 

### Aandrijving
Het Model B Round Tank had een transmissiedemper, die niet op het einde van de krukas zat, maar was ingebouwd in de meervoudige droge plaatkoppeling. Die werd door een ketting aangedreven en ook de secundaire aandrijving verliep via een ketting. De machine had slechts twee versnellingen, die met een grote hefboom zonder het gebruikelijke schakelquadrant naast de tank geschakeld werden. Op de versnellingsbak zat ook de kickstarter.

### Rijwielgedeelte
BSA gebruikte altijd open brugframes waarbij het blok een dragende functie had en dat gebeurde bij dit model ook. De voorvork was een eigen BSA-product, maar van het Girder-type met een enkele veer. Achtervering was er niet, het comfort van de bestuurder werd verzorgd door de vering van het zweefzadel. Het frame was eigenlijk geschikt voor een flattank, maar in de ronde tank was ruimte uitgespaard voor de bovenste framebuis. Daarboven zat als accessoire een bandenpompje. De rest van het boordgereedschap zat in een stalen kastje onder het zadel. De machine had zowel een handrem als een voetrem, maar beiden werkten op dezelfde dummy belt rim brake in het achterwiel, de handrem via een bowdenkabel, de voetrem via een stang.

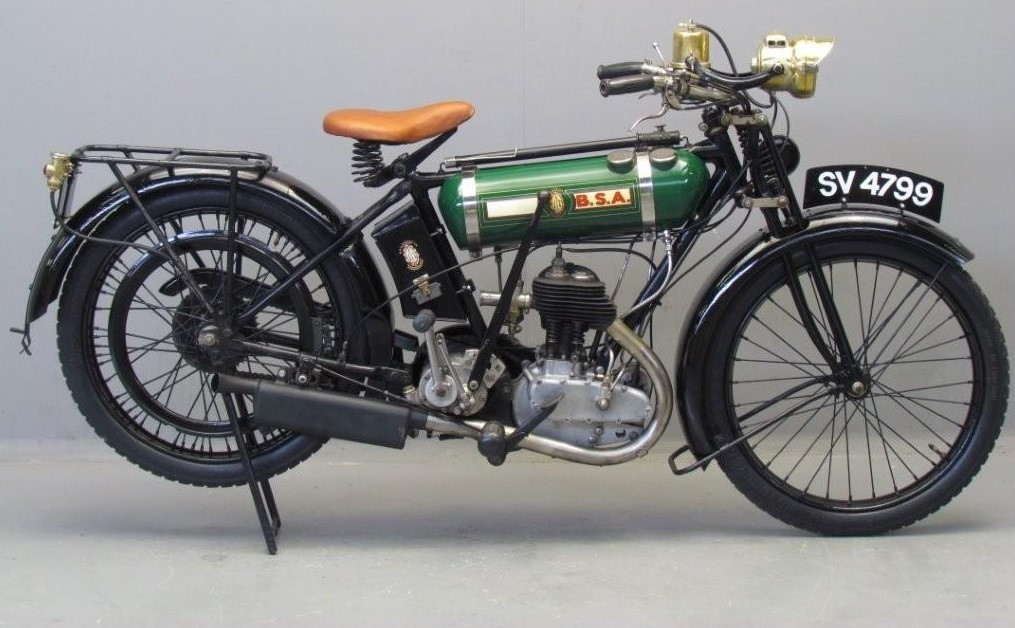
BSA Model B Round Tank uit 1924
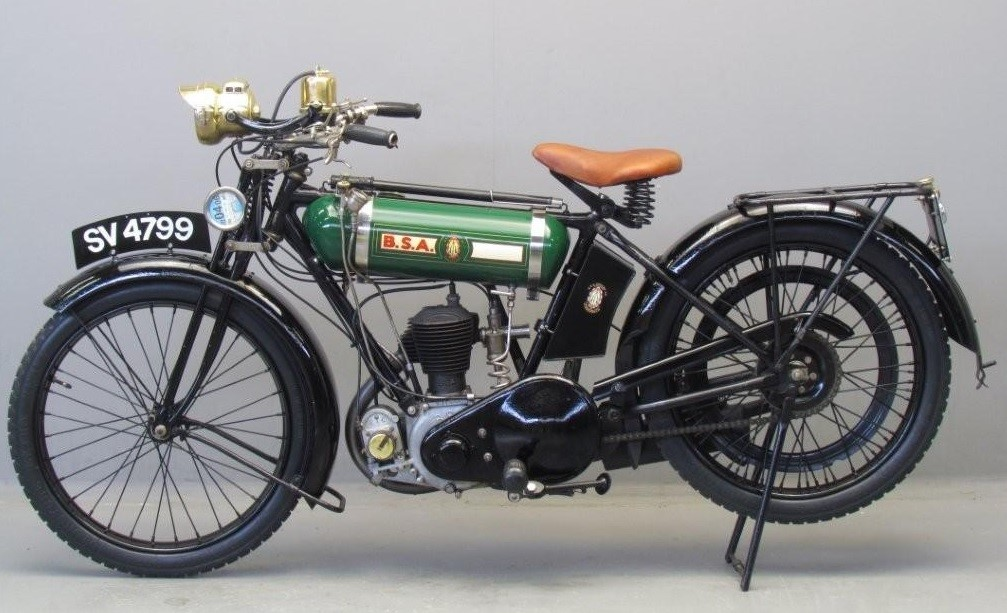
BSA Model B Round Tank uit 1924
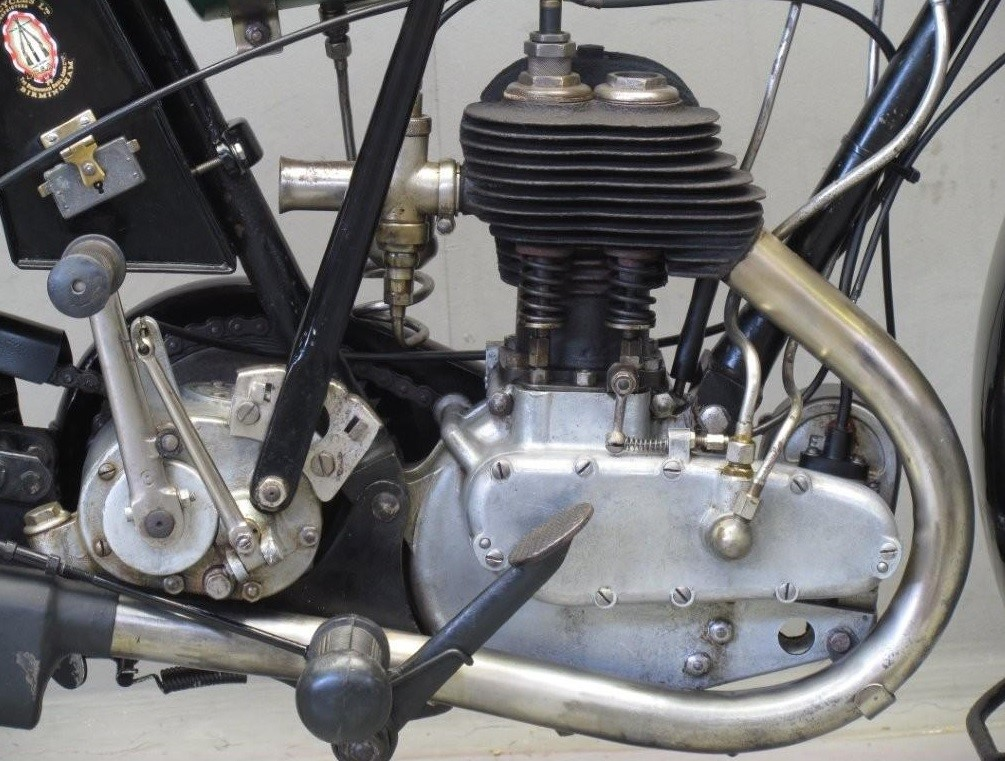
De 250cc-zijklepmotor met de beide kleppen, de aandrijving van de ontstekingsmagneet, het rempedaal, de drieversnellingsbak en de kickstarter.
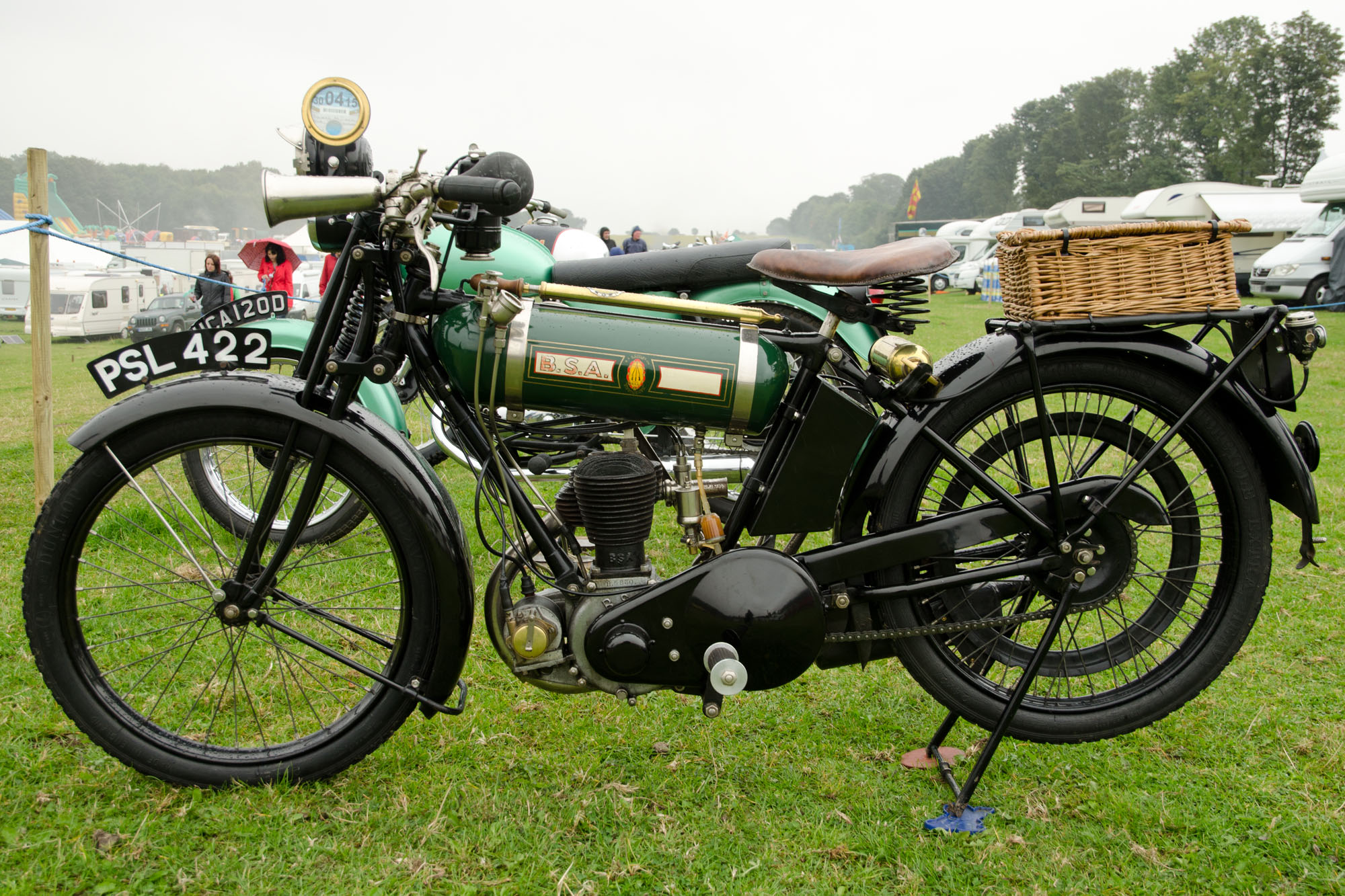
BSA Model B Round Tank uit 1925
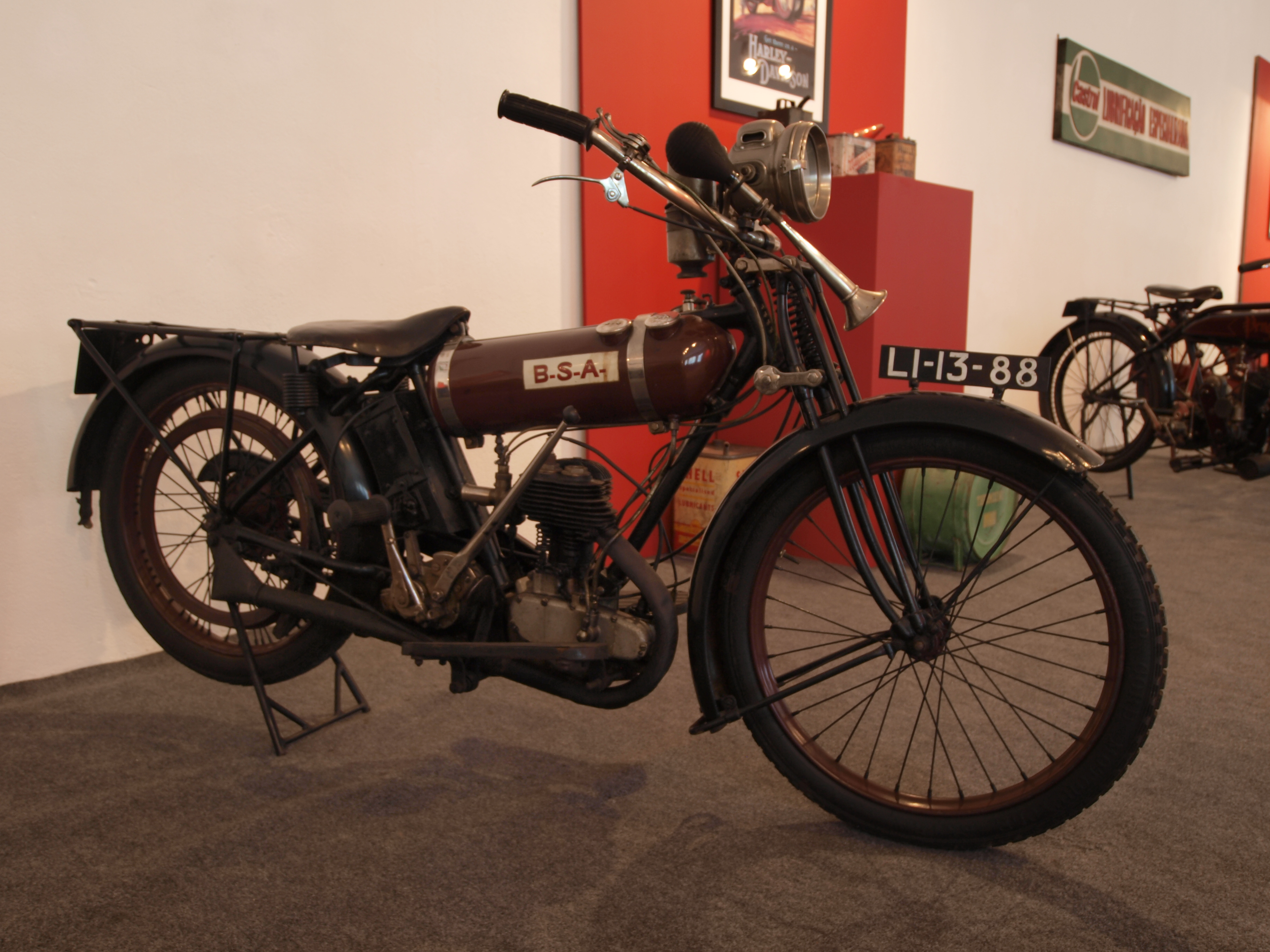
BSA Model B Round Tank De Luxe uit 1926

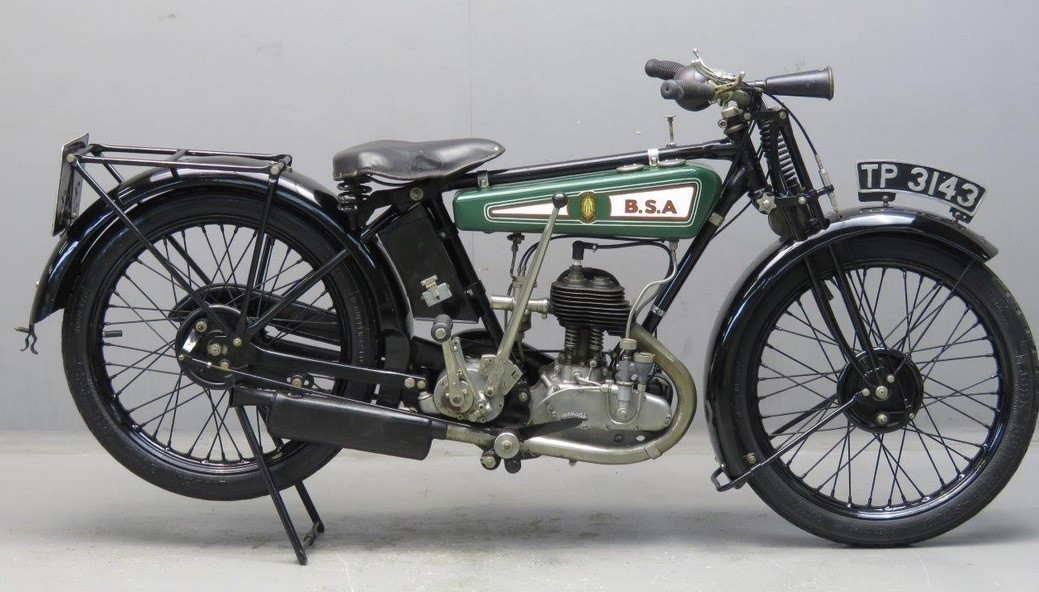
BSA B27 De Luxe uit 1927

## B27 De Luxe en B28 De Luxe
In de laatste jaren twintig werd het Model B alleen nog als B27 De Luxe aangeboden. Vanaf 1927 werd de ronde tank vervangen door een meer conventionele flattank die met beugels aan de bovenste en voorste framebuizen hing. De machine kreeg ook trommelremmen in beide wielen. In 1928 veranderde de typenaam in B28 De Luxe. 

## B29 De Luxe
Net als alle BSA-modellen kreeg de BSA B29 De Luxe uit 1929 een zadeltank.

## Technische gegevens jaren twintig
| BSA                    | Model B Round Tank      | Model B Round Tank De Luxe | B27 De Luxe             | B28 De Luxe             | B29 De Luxe             |
| ---------------------- | ----------------------- | -------------------------- | ----------------------- | ----------------------- | ----------------------- |
| Periode                | 1923-1924               | 1925-1926                  | 1927                    | 1928                    | 1929                    |
| Categorie              | Toermotor               | Toermotor                  | Toermotor               | Toermotor               | Toermotor               |
| Motortype              | SV                      | SV                         | SV                      | SV                      | SV                      |
| Bouwwijze              | Staande eencilinder     | Staande eencilinder        | Staande eencilinder     | Staande eencilinder     | Staande eencilinder     |
| Koeling                | Lucht                   | Lucht                      | Lucht                   | Lucht                   | Lucht                   |
| Boring                 | 63 mm                   | 63 mm                      | 63 mm                   | 63 mm                   | 63 mm                   |
| Slag                   | 80 mm                   | 80 mm                      | 80 mm                   | 80 mm                   | 80 mm                   |
| Cilinderinhoud         | 249,4 cc                | 249,4 cc                   | 249,4 cc                | 249,4 cc                | 249,4 cc                |
| Carburateur(s)         | Amac                    | Amac                       | Amac                    | Amac                    | Amal                    |
| Smeersysteem           | Total loss              | Total loss                 | Total loss              | Total loss              | Total loss              |
| Fiscaal vermogen       | 2½ pk                   | 2½ pk                      | 2½ pk                   | 2½ pk                   | 2½ pk                   |
| Topsnelheid            | 72 km/uur               | 72 km/uur                  | 72 km/uur               | 72 km/uur               | 72 km/uur               |
| Primaire aandrijving   | Ketting                 | Ketting                    | Ketting                 | Ketting                 | Ketting                 |
| Koppeling              | Meervoudige droge plaat | Meervoudige droge plaat    | Meervoudige droge plaat | Meervoudige droge plaat | Meervoudige droge plaat |
| Versnellingen          | 2                       | 2                          | 2                       | 2                       | 2                       |
| Secundaire aandrijving | Ketting                 | Ketting                    | Ketting                 | Ketting                 | Ketting                 |
| Rijwielgedeelte        | Open brugframe          | Open brugframe             | Open brugframe          | Open brugframe          | Open brugframe          |
| Voorvork               | Girder-type BSA         | Girder-type BSA            | Girder-type BSA         | Girder-type BSA         | Girder-type BSA         |
| Achtervork             | Star                    | Star                       | Star                    | Star                    | Star                    |
| Voorrem                | Geen                    | Geen                       | Trommelrem              | Trommelrem              | Trommelrem              |
| Achterrem              | Dummy belt rim brake    | Dummy belt rim brake       | Trommelrem              | Trommelrem              | Trommelrem              |
| Tankinhoud             | Onbekend                | Onbekend                   | Onbekend                | Onbekend                | 5,9 liter               |
| Droog gewicht          | 77 kg                   | 77 kg                      | 77 kg                   | 77 kg                   | 77 kg                   |

## B30-3 en B30-4
In 1930 werden de modellen flink gewijzigd. De BSA B30-3 kreeg elektrische verlichting en daarom ook een accu en een magdyno. Het gereedschapskastje maakte plaats voor de accu en verhuisde naar achterframe. De tweeversnellingsbak werd vervangen door een Sturmey-Archer-drieversnellingsbak die nu wel via een schakelquadrant naast de tank bediend werd. De belangrijkste wijziging was te vinden bij de BSA B30-4, het eerste 250cc-Twin Port-sportmodel met een stoterstangen-kopklepmotor. De typenummeringen 3 en 4 volgden uit de plaats waar de modellen in de catalogus van dat jaar stonden (de eerste twee pagina's werden ingenomen door de 175cc-modellen A30-1 en A30-2). Beide modellen kregen ook een dry-sump-smeersysteem, maar de olie zat niet meer in de tank, maar in een apart compartiment in het carter. De voorvork werd gedempt door frictiedempers. De BSA B30-3 had een simpel kleurenschema met een zwart frame en een groene tank, de B30-4 had een verchroomde tank met groene bovenkant en vanwege de dubbele uitlaatpoort ook twee uitlaten. Als sportmodel kon het tegen meerprijs geleverd worden met een twistgrip-gashendel. 

## B31-1, B31-2, B31-3 De Luxe en B32-1
De 175cc-modellen gingen na drie jaar weer uit productie en daarom schoven de 250cc-modellen op naar het begin van de catalogus: B31-1, B31-2 en B31-3 De Luxe. De BSA B31-1 was het basismodel met zijklepmotor, de B31-2 het sportmodel met twin port-kopklepmotor en de B31-3 De Luxe was identiek maar had onder meer een instrumentenpaneel op het stuur. De BSA B32-1 was het enige 250cc-model in 1932. Het had de kopklepmotor en kon tegen meerprijs worden uitgerust met een twistgrip, elektrische verlichting en een instrumentenpaneel boven op de benzinetank.

## B33-1, B33-2, B33-3 Blue Star Junior, B34-1, B34-2 en B34-3 Blue Star Junior
Vanaf 1933 werden alle BSA-modellen standaard met elektrische verlichting geleverd. In 1933 kwam de zijklepmotor terug in de BSA B33-1, die ook nog total loss-smering had. De BSA 33-2 was het normale sportmodel met kopklepmotor. Met de B33-3 Blue Star Junior werd de BSA Blue Star-serie naar beneden uitgebreid. Die serie was in 1932 begonnen met de 350cc-BSA L32-5 Blue Star. Deze modellen waren extra sportief met afwijkende nokkenassen, bougies en een speciale Amal-carburateur. Ze kregen bovendien voetschakeling en een gecombineerd remsysteem. Klanten waren echter gewend met de rechtervoet te remmen. Om vergissingen te voorkomen konden ze handschakeling met de normale, rechtsgeplaatste voetrem bestellen. In 1934 veranderden alleen de typenamen: B34-1, B34-2 en B34-3 Blue Star Junior.

## B35-1, B35-2, B35-3 De Luxe, B1, B2, B3 De Luxe en B18 Light De Luxe
In 1935 verhuisden de ontstekingsmagneet en de dynamo naar de achterkant van de cilinder. Het 250cc-Blue Star Juniormodel verdween in 1935. In plaats daarvan bracht BSA een verkleinde versie van de 350cc-BSA R35-4 De Luxe. Dit was de BSA B35-3 De Luxe die nu een aparte olietank kreeg maar vooral een "High Camshaft"-motor. Bij deze motor lagen de nokkenassen weliswaar hoger in het carter, maar ze bedienden de kleppen nog steeds met stoterstangen die in een verchroomde buis waren verstopt zodat het leek op een koningsasaangedreven bovenliggende nokkenas. Hoewel bijzonder luxe en sportief uitgevoerd, kwam de machine vanwege het zwaardere semi-dubbel wiegframe vermogen tekort. De B35-1-zijklepper en de B35-2 met stoterstangenmotor bleven vrijwel ongewijzigd. In 1936 verdween (met de komst van de nieuwe hoofdconstructeur Val Page) de jaartallen in de type-aanduiding. De BSA B1 was nog steeds de zijklepper, de BSA B2 de kopklepper met stoterstangen en de BSA B3 De Luxe de opvolger van de B35-3 De Luxe. Er werd nog een model toegevoegd, de BSA B18 Light De Luxe, een luxe-uitvoering van de stoterstangenmotor met een enkele uitlaatpoort, vier versnellingen en een gewone, ronde uitlaat in plaats van de gebruikelijke fishtail pipe. Er werd nog een model toegevoegd, de BSA B18 Light De Luxe, een luxe-uitvoering van de stoterstangenmotor met een enkele uitlaatpoort, vier versnellingen en een gewone, ronde uitlaat in plaats van de gebruikelijke fishtail pipe.

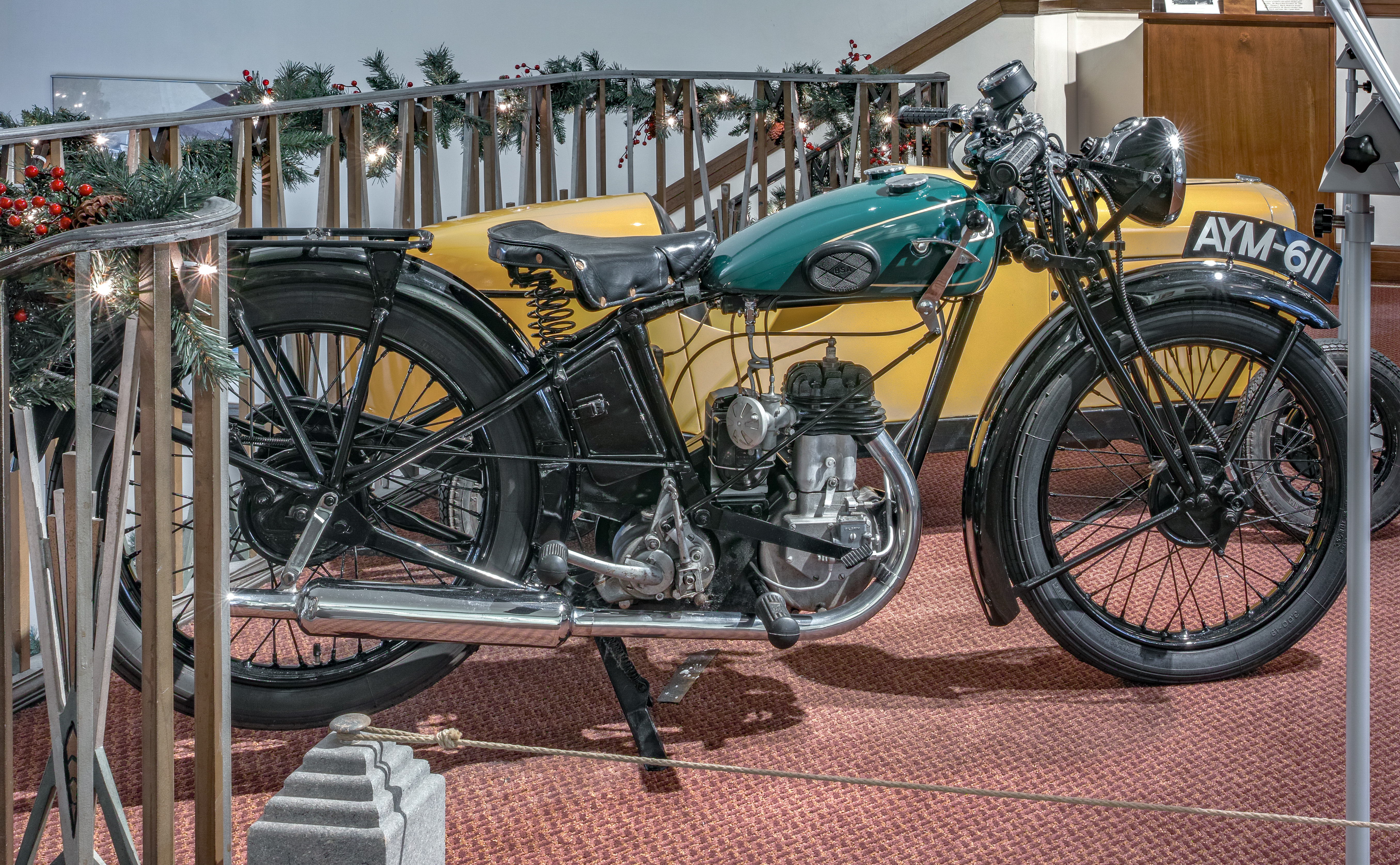
BSA B33-1 uit 1933

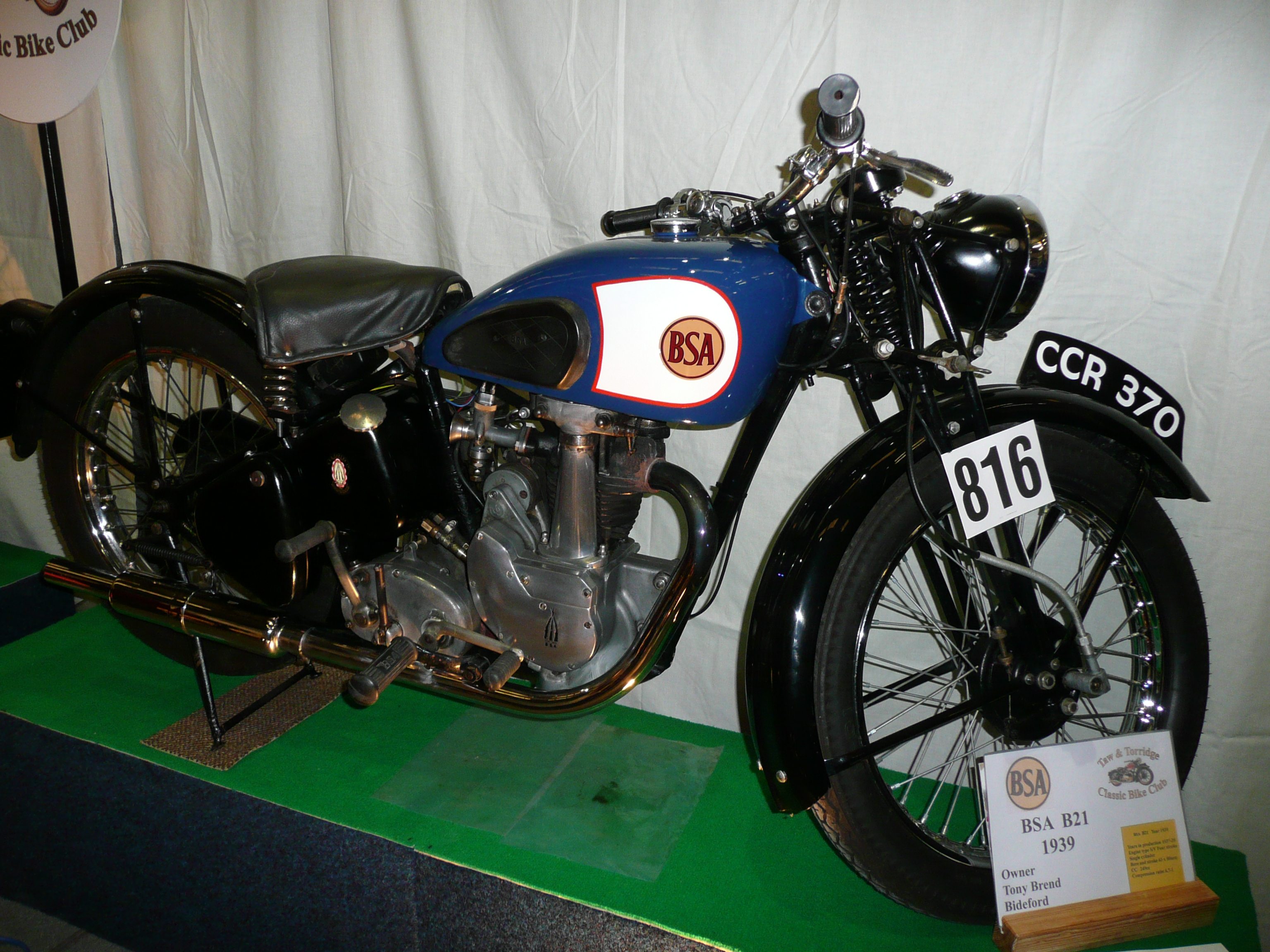
BSA B21 De Luxe uit 1939

## B20 Tourer, B21 Sports, B22 Empire Star B21 Standard en B21 De Luxe
In 1937 werd de hand van Val Page als ontwerper zichtbaar. Alle modellen werden vernieuwd. De fishtail pipes verdwenen en de zijkleppen van de BSA B20 Tourer en de stoterstangen van de B21 Sports werden achter elegante plaatjes verborgen. De High Camshaft-motor verdween. In plaats daarvan introduceerde Page de BSA Empire Star-serie met de 500cc-BSA M23 Empire Star, de 350cc-BSA B24 Empire Star en de 250cc-BSA B22 Empire Star. Dit gebeurde ter gelegenheid van het Zilveren jubileum van koning George V in 1936. Dit model kreeg een aluminium primaire kettingkast, een hoge compressie-zuiger, een geharde cilinderbus en als sportmodel vanzelfsprekend voetschakeling en vier versnellingen. De namen van de B20 Tourer en de B21 Sports bleven in 1938 in gebruik, maar werden in 1939 gewijzigd in B21 Standard en B21 De Luxe.

## Einde productie
Val Page drukte eind jaren dertig als nieuwe hoofdconstructeur zijn stempel op de modellen. Hij had al kleine wijzigingen aan de 250cc-modellen doorgevoerd, maar in 1938 kwam er een nieuw model met accu-bobine-ontsteking, de BSA C10. De BSA C-serie werd, met een onderbreking tijdens de Tweede Wereldoorlog, geproduceerd tot 1967.

## Technische gegevens jaren dertig (1)
| BSA                    | B30-3                   | B30-4                   | B31-1                   | B31-2                   | B31-3 De Luxe           | B32-1                   | B33-1                   | B33-2                   | B33-3 Blue Star Junior  |
| ---------------------- | ----------------------- | ----------------------- | ----------------------- | ----------------------- | ----------------------- | ----------------------- | ----------------------- | ----------------------- | ----------------------- |
| Periode                | 1930                    | 1930                    | 1931                    | 1931                    | 1931                    | 1932                    | 1933                    | 1933                    | 1933                    |
| Categorie              | Toer                    | Sport                   | Toer                    | Sport                   | Sport                   | Sport                   | Toer                    | Sport                   | Sport                   |
| Motortype              | SV                      | OHV                     | SV                      | OHV                     | OHV                     | OHV                     | SV                      | OHV                     | OHV                     |
| Bouwwijze              | Staande eencilinder     | Staande eencilinder     | Staande eencilinder     | Staande eencilinder     | Staande eencilinder     | Staande eencilinder     | Staande eencilinder     | Staande eencilinder     | Staande eencilinder     |
| Koeling                | Lucht                   | Lucht                   | Lucht                   | Lucht                   | Lucht                   | Lucht                   | Lucht                   | Lucht                   | Lucht                   |
| Boring                 | 63 mm                   | 63 mm                   | 63 mm                   | 63 mm                   | 63 mm                   | 63 mm                   | 63 mm                   | 63 mm                   | 63 mm                   |
| Slag                   | 80 mm                   | 80 mm                   | 80 mm                   | 80 mm                   | 80 mm                   | 80 mm                   | 80 mm                   | 80 mm                   | 80 mm                   |
| Cilinderinhoud         | 249,4 cc                | 249,4 cc                | 249,4 cc                | 249,4 cc                | 249,4 cc                | 249,4 cc                | 249,4 cc                | 249,4 cc                | 249,4 cc                |
| Carburateur(s)         | Amal                    | Amal                    | Amal                    | Amal                    | Amal                    | Amal                    | Amal                    | Amal                    | Amal                    |
| Smeersysteem           | Total loss              | Dry-sump                | Total loss              | Dry-sump                | Dry-sump                | Dry-sump                | Total loss              | Dry-sump                | Dry-sump                |
| Fiscaal vermogen       | 2½ pk                   | 2½ pk                   | 2½ pk                   | 2½ pk                   | 2½ pk                   | 2½ pk                   | 2½ pk                   | 2½ pk                   | 2½ pk                   |
| Primaire aandrijving   | Ketting                 | Ketting                 | Ketting                 | Ketting                 | Ketting                 | Ketting                 | Ketting                 | Ketting                 | Ketting                 |
| Koppeling              | Meervoudige natte plaat | Meervoudige natte plaat | Meervoudige natte plaat | Meervoudige natte plaat | Meervoudige natte plaat | Meervoudige natte plaat | Meervoudige natte plaat | Meervoudige natte plaat | Meervoudige natte plaat |
| Versnellingen          | 3 (Sturmey-Archer)      | 3 (Sturmey-Archer)      | 3 (Sturmey-Archer)      | 3 (Sturmey-Archer)      | 3 (Sturmey-Archer)      | 3 (Sturmey-Archer)      | 3 (Sturmey-Archer)      | 3 (Sturmey-Archer)      | 3 (Sturmey-Archer)      |
| Secundaire aandrijving | Ketting                 | Ketting                 | Ketting                 | Ketting                 | Ketting                 | Ketting                 | Ketting                 | Ketting                 | Ketting                 |
| Rijwielgedeelte        | Open brugframe          | Open brugframe          | Open brugframe          | Open brugframe          | Open brugframe          | Open brugframe          | Open brugframe          | Open brugframe          | Dubbel wiegframe        |
| Voorvork               | Girder-type BSA         | Girder-type BSA         | Girder-type BSA         | Girder-type BSA         | Girder-type BSA         | Girder-type BSA         | Girder-type BSA         | Girder-type BSA         | Girder-type BSA         |
| Achtervork             | Star                    | Star                    | Star                    | Star                    | Star                    | Star                    | Star                    | Star                    | Star                    |
| Voorrem                | Trommelrem              | Trommelrem              | Trommelrem              | Trommelrem              | Trommelrem              | Trommelrem              | Trommelrem              | Trommelrem              | Trommelrem              |
| Achterrem              | Trommelrem              | Trommelrem              | Trommelrem              | Trommelrem              | Trommelrem              | Trommelrem              | Trommelrem              | Trommelrem              | Trommelrem              |

## Technische gegevens jaren dertig (2)
| BSA                    | B34-1                   | B34-2                   | B34-3 Blue Star Junior  | B35-1                   | B35-2                   | B35-3 De Luxe           | B1                      | B2                      |            |
| ---------------------- | ----------------------- | ----------------------- | ----------------------- | ----------------------- | ----------------------- | ----------------------- | ----------------------- | ----------------------- | ---------- |
| Periode                | 1934                    | 1934                    | 1934                    | 1935                    | 1935                    | 1935                    | 1936                    | 1936                    |            |
| Categorie              | Toer                    | Sport                   | Sport                   | Toer                    | Sport                   | Sport                   | Toer                    | Sport                   |            |
| Motortype              | SV                      | OHV                     | OHV                     | SV                      | OHV                     | OHV                     | SV                      | OHV                     |            |
| Bouwwijze              | Staande eencilinder     | Staande eencilinder     | Staande eencilinder     | Staande eencilinder     | Staande eencilinder     | Staande eencilinder     | Staande eencilinder     | Staande eencilinder     |            |
| Koeling                | Lucht                   | Lucht                   | Lucht                   | Lucht                   | Lucht                   | Lucht                   | Lucht                   | Lucht                   |            |
| Boring                 | 63 mm                   | 63 mm                   | 63 mm                   | 63 mm                   | 63 mm                   | 63 mm                   | 63 mm                   | 63 mm                   | 63 mm      |
| Slag                   | 80 mm                   | 80 mm                   | 80 mm                   | 80 mm                   | 80 mm                   | 80 mm                   | 80 mm                   | 80 mm                   | 80 mm      |
| Cilinderinhoud         | 249,4 cc                | 249,4 cc                | 249,4 cc                | 249,4 cc                | 249,4 cc                | 249,4 cc                | 249,4 cc                | 249,4 cc                | 249,4 cc   |
| Carburateur(s)         | Amal                    | Amal                    | Amal                    | Amal                    | Amal                    | Amal                    | Amal                    | Amal                    |            |
| Smeersysteem           | Total loss              | Dry-sump                | Dry-sump                | Total loss              | Dry-sump                | Dry-sump                | Total loss              | Dry-sump                |            |
| Primaire aandrijving   | Ketting                 | Ketting                 | Ketting                 | Ketting                 | Ketting                 | Ketting                 | Ketting                 | Ketting                 |            |
| Koppeling              | Meervoudige natte plaat | Meervoudige natte plaat | Meervoudige natte plaat | Meervoudige natte plaat | Meervoudige natte plaat | Meervoudige natte plaat | Meervoudige natte plaat | Meervoudige natte plaat |            |
| Versnellingen          | 3                       | 3                       | 3                       | 3                       | 3                       | 3                       | 3                       | 3                       |            |
| Secundaire aandrijving | Ketting                 | Ketting                 | Ketting                 | Ketting                 | Ketting                 | Ketting                 | Ketting                 | Ketting                 |            |
| Rijwielgedeelte        | Open brugframe          | Open brugframe          | dubbel wiegframe        | Open brugframe          | Open brugframe          | Semi-dubbel wiegframe   | Open brugframe          | Open brugframe          |            |
| Voorvork               | Girder-type BSA         | Girder-type BSA         | Girder-type BSA         | Girder-type BSA         | Girder-type BSA         | Girder-type BSA         | Girder-type BSA         | Girder-type BSA         |            |
| Achtervork             | Star                    | Star                    | Star                    | Star                    | Star                    | Star                    | Star                    | Star                    |            |
| Voorrem                | Trommelrem              | Trommelrem              | Trommelrem              | Trommelrem              | Trommelrem              | Trommelrem              | Trommelrem              | Trommelrem              | Trommelrem |
| Achterrem              | Trommelrem              | Trommelrem              | Trommelrem              | Trommelrem              | Trommelrem              | Trommelrem              | Trommelrem              | Trommelrem              | Trommelrem |

## Technische gegevens jaren dertig (3)
| BSA                    | B3 De Luxe              | B18 Light De Luxe       | B20 Tourer              | B21 Sports              | B22 Empire Star         | B21 Standard            | B21 De Luxe             |
| ---------------------- | ----------------------- | ----------------------- | ----------------------- | ----------------------- | ----------------------- | ----------------------- | ----------------------- |
| Periode                | 1936                    | 1936                    | 1937-1938               | 1937-1938               | 1937-1938               | 1939                    | 1939                    |
| Categorie              | Sport                   | Sport                   | Toer                    | Sport                   | Sport                   | Toer                    | Sport                   |
| Motortype              | OHV                     | OHV                     | SV                      | OHV                     | OHV                     | SV                      | OHV                     |
| Bouwwijze              | Staande eencilinder     | Staande eencilinder     | Staande eencilinder     | Staande eencilinder     | Staande eencilinder     | Staande eencilinder     | Staande eencilinder     |
| Koeling                | Lucht                   | Lucht                   | Lucht                   | Lucht                   | Lucht                   | Lucht                   | Lucht                   |
| Boring                 | 63 mm                   | 63 mm                   | 63 mm                   | 63 mm                   | 63 mm                   | 63 mm                   | 63 mm                   |
| Slag                   | 80 mm                   | 80 mm                   | 80 mm                   | 80 mm                   | 80 mm                   | 80 mm                   | 80 mm                   |
| Cilinderinhoud         | 249,4 cc                | 249,4 cc                | 249,4 cc                | 249,4 cc                | 249,4 cc                | 249,4 cc                | 249,4 cc                |
| Carburateur(s)         | Amal                    | Amal                    | Amal                    | Amal                    | Amal                    | Amal                    | Amal                    |
| Smeersysteem           | Dry-sump                | Dry-sump                | Dry-sump                | Dry-sump                | Dry-sump                | Dry-sump                | Dry-sump                |
| Primaire aandrijving   | Ketting                 | Ketting                 | Ketting                 | Ketting                 | Ketting                 | Ketting                 | Ketting                 |
| Koppeling              | Meervoudige natte plaat | Meervoudige natte plaat | Meervoudige natte plaat | Meervoudige natte plaat | Meervoudige natte plaat | Meervoudige natte plaat | Meervoudige natte plaat |
| Versnellingen          | 3                       | 4                       | 3                       | 3                       | 4                       | 3                       | 3                       |
| Secundaire aandrijving | Ketting                 | Ketting                 | Ketting                 | Ketting                 | Ketting                 | Ketting                 | Ketting                 |
| Rijwielgedeelte        | Semi-dubbel wiegframe   | Open brugframe          | Open brugframe          | Open brugframe          | Open brugframe          | Open brugframe          | Open brugframe          |
| Voorvork               | Girder-type BSA         | Girder-type BSA         | Girder-type BSA         | Girder-type BSA         | Girder-type BSA         | Girder-type BSA         | Girder-type BSA         |
| Achtervork             | Star                    | Star                    | Star                    | Star                    | Star                    | Star                    | Star                    |
| Voorrem                | Trommelrem              | Trommelrem              | Trommelrem              | Trommelrem              | Trommelrem              | Trommelrem              | Trommelrem              |
| Achterrem              | Trommelrem              | Trommelrem              | Trommelrem              | Trommelrem              | Trommelrem              | Trommelrem              | Trommelrem              |

## Trivia
- In het Verenigd Koninkrijk kreeg het eerste model van deze serie de naam "Round Tank", maar in Nederland kreeg het de bijnaam "botaniseertrommel".